# محمدتقی خان بافقی
محمدتقی خان بافقی (زاده‌ی ۱۰۹۵ - درگذشتهٔ ۲۳ اسفند ۱۱۷۷) سرسلسله خوانین یزد و حاکم یزد در اواخر دوره افشار، تمام طول دوره زند و اوایل قاجار بود. او ۵۲ سال حاکم یزد بود.

## زندگی
محمدتقی فرزند میرزا محمدباقر بافقی بود. او و برادرش محمدمومن خان بافقی در واقعه قتل داییشان عنایت سلطان بافقی نجات یافته و به اصفهان رفتند.

### آغاز حکومت یزد
بزرگان یزد به دلیل نارضایتی از حکومت علم خان حاکم منتصب عادل شاه افشار بر یزد، از محمدتقی خان خواستند حکومت یزد را به دست گیرد. محمدتقی خان با حمایت سپاهیان بافقی علم خان را شکست داد و سلسله خوانین یزد را در سال ۱۱۶۱ مهشیدی/۱۱۲۶ خورشیدی تأسیس کرده و از شاهرخ افشاری حکم گرفت.

### دوران زندیه
کریم‌ خان زند در سال ۱۱۷۰ مهشیدی/۱۱۳۵ خورشیدی به دلیل این که محمدتقی خان حکومت خود را از شاه افشار گرفته بود به قصد حمله به یزد برادرش زکی خان را با سپاهی ۴۰۰۰ نفره به یزد فرستاد. اما محمدتقی خان از کریم خان در باغ دولت‌آباد استقبال کرد و کریم‌خان نیز او را برای سرکوب محمدحسن خان قاجار که شورش کرده بود به تهران برد و اسماعیل کلانتر را به نیابت حکومت یزد منتصب کرد. محمدتقی خان پس از شکست محمدحسن خان قاجار به دستور کریم خان به یزد بازگشت و حکومت را به عهده گرفت. 

### قیام آقامحمدخان
آقا محمدخان قاجار در کشورگشایی خویش به یزد نیز حمله کرد که بی نتیجه ماند و نتوانست به یزد راه یابد.شایان به ذکر است که محمد تقی خان در دفاع از مرز وبوم خود موفق بوده است.

### مرگ
محمدتقی خان بافقی در تاریخ ۶ شوال ۱۲۱۳ مهشیدی/۲۳ اسفند ۱۱۷۷ خورشیدی در سن ۸۲ سالگی بر اثر کهولت سن درگذشت.

## سازندگی
از محمدتقی خان بافقی آثار زیر در یزد به جا مانده
- بازار قیصریه
- باغ دولت‌آباد
- بازار خان
- میدان خان
- مدرسه خان
- حمام خان
- باغ گلشن
- باغ تیتو